# Вибори до Райхстагу 1930
Вибори до Райхстаґу 1930 (нім. Reichstagswahl 1930) — вибори до Райхстаґу Німеччини, що відбулись 14 вересня 1930 року.
Вибори проходили на фоні погіршення економічної ситуації. Репарації та виплати військових пенсій становили в 1930 році 47,5 % національного бюджету.
На цих виборах націонал-соціалісти досягли значного успіху, набравши 18,3 % голосів (проти 2,6 % у минулому), та стали другою за величиною партією у парламенті із 107 мандатами (проти 12 у минулому). Найбільших втрат зазнала Німецька національна народна партія.
Райхстаґ все більше стає форумом для агітації правих і лівих супротивників Ваймарської республіки.

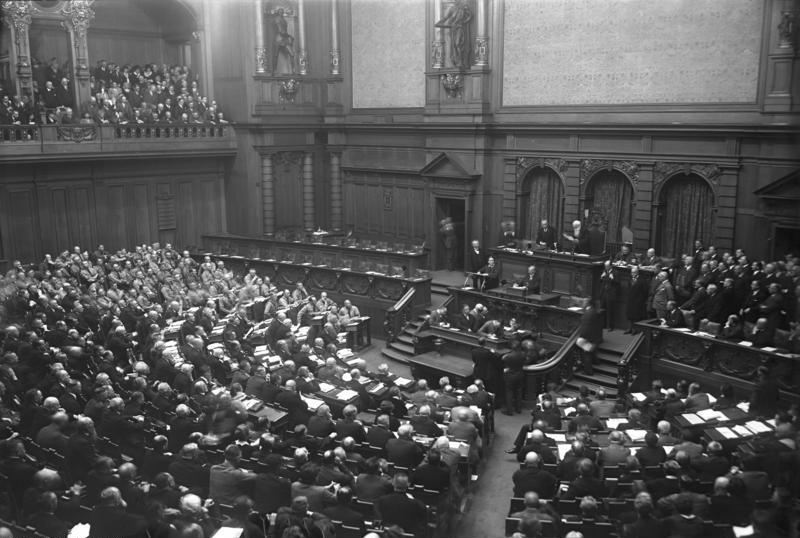
Відкриття райхстаґу

| Партія                                                    | Процент голосів (зміна) | Процент голосів (зміна) | Місць (зміна) | Місць (зміна) |
| --------------------------------------------------------- | ----------------------- | ----------------------- | ------------- | ------------- |
| Соціал-демократична партія (SPD)                          | 24,5 %                  | -5,3 %                  | 143           | -10           |
| Націонал-соціалістична робітнича партія Німеччини (NSDAP) | 18,3 %                  | +15,7 %                 | 107           | +95           |
| Комуністична партія (KPD)                                 | 13,1 %                  | +2,5 %                  | 77            | +23           |
| Партія Центру (Z)                                         | 11,8 %                  | -0,3 %                  | 68            | +7            |
| Німецька національна народна партія (DNVP)                | 7,0 %                   | -7,3 %                  | 41            | -32           |
| Німецька народна партія (DVP)                             | 4,5 %                   | -4,2 %                  | 30            | -15           |
| Партія німецького середнього класу (WP)                   | 3,9 %                   | -0,6 %                  | 23            | +/-0          |
| Німецька демократична партія (DStP)                       | 3,8 %                   | -1,0 %                  | 20            | -5            |
| Християнсько-національна селянська та фермерська партія   | 3,1 %                   | +1,2 %                  | 19            | +10           |
| Баварська народна партія (BVP)                            | 3,0 %                   | -0,1 %                  | 19            | +2            |
| Християнсько-соціальна народна служба (CSVD)              | 2,5 %                   | -                       | 14            | -             |
| Німецька фермерська партія (DBP)                          | 1,0 %                   | -0,6 %                  | 6             | -2            |
| Консервативна народна партія (KVP)                        | 0,8 %                   | -                       | 4             | -             |
| Інші праві                                                | 0,8 %                   | -0,8 %                  | 0             | -2            |
| Сільськогосподарська ліга                                 | 0,6 %                   | -0,1 %                  | 3             | +/- 0         |
| Німецько-Ганноверська Партія (DHP)                        | 0,4 %                   | -0,2 %                  | 3             | -1            |
| Інші                                                      | 0,9 %                   | -0,8 %                  | 0             | +/-0          |
| Всього                                                    | 100,0 %                 |                         | 577           | +86           |